# Gornja Orovica
Gornja Orovica (cyr. Горња Оровица) – wieś w Serbii, w okręgu maczwańskim, w gminie Ljubovija. W 2011 roku liczyła 301 mieszkańców.